# Schweizer Straße (Österreich)
Die Schweizer Straße (L 202) ist eine Landesstraße in Österreich. Sie hat eine Länge von 10,5 km und verläuft von der Vorarlberger Landeshauptstadt Bregenz über Hard und Fußach zur Staatsgrenze mit der Schweiz bei Höchst.

## Geschichte
1771–1772 wurde die Straße von Bregenz über Höchst nach Lustenau erbaut.
Die 1,7 km lange Höchster Straße führte von der Rheinstraße (L 203) in Höchst bis zur Schweizer Grenze und wurde im Kaiserreich Österreich-Ungarn als Reichsstraße XVI bezeichnet. 1921 wurde diese ehemalige Reichsstraße als Bundesstraße übernommen. Nach dem Anschluss Österreichs wurde die Höchster Straße bis 1945 als Teil der Reichsstraße 12 geführt.
Seit 1948 wird die 9,4 km lange Straße zwischen Lauterach und St. Margrethen durchgehend als Schweizer Straße bezeichnet. Seit 1958 beginnt die Schweizer Straße in Bregenz, seither ist sie 11 km lang.
Die Rheinbrücke Hard–Fußach wurde im Zuge der (L 202) aus 1972 durch eine neue 255 Meter lange und 24 Meter breite Schrägseilbrücke mit vier Masten (Baubeginn 2020, Fertigstellung November 2022) ersetzt.